# KolourPaint
컬러페인트(KolourPaint)는 KDE의 자유 래스터 그래픽스 편집기이다. 윈도우 7에 포함된 버전 이전의 마이크로소프트의 그림판과 비슷하지만 투명도, 컬러 밸런스, 그림 회전 지원과 같은 추가 기능들이 있다.
개념적으로 이해하기 쉽게 일반 사용자를 대상으로 하는 기능을 제공하는 것이 목적이다. 컬러페인트는 다음과 같은 작업을 위해 설계되어 있다:
- 페인팅: 다이어그램과 핑거 페인팅 그리기
- 그림 조작: 스크린샷과 사진 편집 (효과 적용)
- 아이콘 편집: 투명도가 있는 클립아트 및 로고 그리기

K 데스크톱 환경 3.3 버전에서 컬러페인트는 KPaint를 표준의 단순 페인팅 애플리케이션으로 대체하였다.
컬러페인트는 윈도우 이니셔티브에서 KDE의 일부로서 마이크로소프트 윈도우에 대한 이식판이 있다.

## 같이 보기
- 그림판